# Kim Hwang-sik
Kim Hwang-sik (* 9. August 1948 in Jangseong, Jeollanam-do, Südkorea) ist ein südkoreanischer Richter und Politiker und Mitglied der Saenuri-Partei.
1978/79 war er an der Philipps-Universität Marburg für das Fach Jura eingeschrieben, schloss sein Studium aber an der Seoul National University ab. Von 2005 bis 2008 war er als Richter am Obersten Gerichtshof in Seoul tätig. Von 2008 bis 2010 war er Vorsitzender des Rechnungshofes. Am 1. Oktober 2010 wurde er Premierminister Südkoreas. Am 26. Februar 2013 wurde er von Jung Hong-won abgelöst.